# دارکنار
دارکنار، روستایی از توابع دهستان قلعه شاهین بخش قلعه شاهین شهرستان سرپل ذهاب در استان کرمانشاه ایران است.

## جمعیت
این روستا در دهستان قلعه شاهین قرار دارد و براساس سرشماری مرکز آمار ایران در سال ۱۳۸۵، جمعیت آن ۳۴ نفر (۱۰خانوار) بوده‌است.